# لي سالا
لي سالا (1926 في الولايات المتحدة - 2012) هو ملاكم أمريكي وإيطالي.

## إحصائيات
خاض خلال مسيرته 83 نزالا، فاز في 76 ولم يتعادل وخسر في 7. فاز بالضربة القاضية في 48 نزالا.